# Kutajaya (Kutawaluya)
Kutajaya is een bestuurslaag in het regentschap Karawang van de provincie West-Java, Indonesië. Kutajaya telt 4464 inwoners (volkstelling 2010).